# Кристиан Хюйгенс
Кристиан Хюйгенс (на нидерландски: Christiaan Huygens) е нидерландски механик, физик, астроном и математик, създател на вълновата теория на светлината.
Хюйгенс е водещ учен на своето време. Работата му включва ранни телескопски изследвания на пръстените на Сатурн и откриването на неговия спътник Титан, както и изобретяването на часовниковото махало. Той публикува основни изследвания на механиката и оптиката и е пионер в работата на хазартните игри.

## Биография

### Произход и образование
Роден е на 14 април 1629 година в Хага, Нидерландия, в богато и влиятелно семейство. Баща му е философ и дипломат, като сред неговите приятели са Галилео Галилей, Марен Мерсен и Рене Декарт. Майка му умира, когато е на 8 години. Отрано показва талант за конструиране, като на 13-годишна възраст сам си прави струг. Не по-малко силна е склонността му към математиката, която е забелязана и поощрена от Рене Декарт. До 16 години учи с баща си и частни учители, основно логика, математика, механика, география, латински, френски, гръцки и италиански език. Научава се да свири на виола да гамба, лютня и клавесин. Освен това овладява фехтовка и езда. В периода 1645 – 1647 следва право и математика в Университета в Лайден, а от 1647 – 1649 следва в колежа в Бреда.

### Научна дейност
Научната си дейност започва с работи по класически проблеми в математиката. Занимава се с въпроси по определяне дължината на окръжността, елипсата и хиперболата. На 22-годишна възраст излиза първата му разработка „За определянето на дължината на окръжност“, което е съществен принос в теорията за определяне на отношението на дължината на окръжността към диаметъра ѝ (изчисление на числото пи). През 1657 е завършен и първият му голям труд, посветен на теорията на вероятностите – „За изчисленията в хазартните игри“. Хюйгенс публикува математически трактати и върху изследване на криви от втори ред: циклоида, логаритмична и верижна линия и др.
Работи заедно с Робърт Хук по установяването на постоянните точки на термометъра – точката на топене на леда и точката на кипене на водата.
През 1654 г. Хюйгенс концентрира вниманието върху конструкцията на телескопа – той усъвършенства обектива на астрономическата тръба, увеличава светлочувствителността ѝ и отстранява хроматичната аберация. Създаденият от него обектив, съставен от две вдлъбнато-изпъкнали лещи, носи неговото име и се използва като основен при конструирането на телескопи.
С усъвършенствания си телескоп, през 1655 г. открива спътника Титан на планетата Сатурн, определя периода на завъртането му и установява, че Сатурн е обкръжен от тънък пръстен. Тези изследвания са поместени в съчинението „Системата на Сатурн“ (1659), където е направено първото описание на мъглявината в съзвездието Орион и на линиите върху повърхността на Юпитер и Марс.
През 1656 г. Хюйгенс става известен с изследванията си върху махалото и с изобретяването и патентоването на първите часовници с махало, снабдени с пусков механизъм. Неговите изследвания върху махалото продължават и в по-късен етап от научната му дейност, когато формулира закони за гравитационното привличане. През 1661 г. посещава Лондон, за да се запознае с членове на Лондонското Кралско общество (Британска академия) и да им представи резултатите от своите изследвания. Две години по-късно е избран за първия чуждестранен член на Обществото. През 1665 г., след основаването на Френската академия на науките, Хюйгенс е поканен в Париж за неин председател и заема поста от 1665 до 1681 г.
Около 1674 изобретява спиралната часовникова пружина, която не само заменя махалото в часовниците, но позволява и тяхната „минатюризация“. Френският майстор Тюре, възползвайки се от това откритие, изработва, а през 1675 и патентова, първия джобен часовник.
През 1680 г. ученият работи върху създаването на планетна машина (праобраз на съвременния планетарий), за чиято конструкция разработва пълна теория на верижните (или непрекъснати) дроби. Изследва и проблеми на оптиката. През 1681 – 1687 г. шлифова обективи с огромни фокусни разстояния – 37, 54 и 63 м; конструира окуляр, който е наречен на негово име и още е в употреба. Цикълът от трудове по оптика намира завършен вид в знаменития му „Трактат за светлината“ (1690 г.), където е изложена вълновата теория на светлината. Към трактата във вид на приложение е добавено разсъждението „За причините на теглото“, в което Хюйгенс е на крачка от откриването на закона за всеобщото привличане.

### Последни години
В последните години от живота си Хюйгенс работи върху трактата „Космотеорос“, издаден посмъртно през 1698 г., в който разсъждава върху теорията за множеството на световете и тяхната обитаемост. Според Хюйгенс живот има не само на Земята, но и на други планети, като формите му са подобни на земния.
Кристиан Хюйгенс умира на 8 юли 1695 година в Хага на 66-годишна възраст.

## Произведения
- 1649 – De iis quae liquido supernatant (непубликувана)[1]
- 1651 – Cyclometriae[2]:с. 102
- 1651 – Theoremata de quadratura hyperboles, ellipsis et circuli
- 1654 – De circuli magnitudine inventa
- 1656 – De Saturni Luna observatio nova[3]
- 1656 – De motu corporum ex percussione, публикувана чак през 1703[4]
- 1657 – De ratiociniis in ludo aleae Архив на оригинала от 2014-10-31 в Wayback Machine.
- 1659 – Systema saturnium
- 1659 – De vi centrifuga, публикувана през 1703
- 1673 – Horologium oscillatorium sive de motu pendularium
- 1684 – Astroscopia Compendiaria tubi optici molimine liberata
- 1685 – Memoriën aengaende het slijpen van glasen tot verrekijckers
- 1686 – Old на нидерландски: Kort onderwijs aengaende het gebruijck der horologiën tot het vinden der lenghten van Oost en West[5]
- 1690 – Traité de la lumière
- 1690 – Discours de la cause de la pesanteur
- 1691 – Lettre touchant le cycle harmonique (Rotterdam)
- 1698 – Cosmotheoros Архив на оригинала от 2018-05-05 в Wayback Machine.
- 1703 – Opuscula posthuma, включваща:
  - De motu corporum ex percussione
  - Descriptio automati planetarii
- 1724 – Novus cyclus harmonicus (Leiden, посмъртно издание)
- 1728 – Christiani Hugenii Zuilichemii, dum viveret Zelhemii toparchae, opuscula posthuma ... (pub. 1728) Alternate title: Opera reliqua, concerning optics and physics[6]

## Памет
- Статуя в Ротердам
- Статуя пред Техническия университет в Делфт
- Статуя в Лайден
- Статуя в Харлем
- Статуя във Форбург